# Jaroslav Matějka
Jaroslav Matějka (9. září 1927, Ivančice – 17. dubna 2010, Praha) byl český spisovatel, scenárista, publicista, filmař, historik a pracovník Ústavu marxismu-leninismu ÚV KSČ.
Vystudoval vyšší lesnickou školu v Hranicích (1949) a Vysoká škola ekonomická v Praze v Praze (1953).

## Filmová tvorba
- 1988 Rodáci
- 1987 Neuróza fašismu
- 1986 Gottwald
- 1976 Náš dědek Josef
- 1975 Čas rozhodnutí
- 1974 Dvacátý devátý
- 1973 Vzplanutí ohně
- 1972 Potomci a předkové
- 1959 Sokolovo
- 1958 Skleněná oblaka
- 1956 Příležitost
- 1955 Pozdrav veliké země
- 1955 Bez obav
- 1954 Československá nemocnice v Čondžinu (v Koreji)
- 1955 Rozdělená země
- 1953 Armádní umělecké divadlo

## Knihy
- 1963 Na pokraji konce. Britská diplomacie 1939–1941
- 1964 Socialisté Jeho Veličenstva
- 1965 Světový poměr sil
- 1968 Život sira Winstona
- 1971 Gottwald, 1971 (Klement Gottwald, 1977)
- 1973 Náš dědek Josef
- 1979 Rodáci a odrodilci
- 1981 Kam jdete, rodáci (souborně s titulem Rodáci vydáno v roce 1988)
- 1983 Jak to viděl Vejvoda (zpracování pamětí trenéra J. Vejvody)
- 1984 Jakub Nemrava
- 1997 Machiavellistické etudy: Churchill, Roosevelt, De Gaulle, Hitler, Stalin
- 1999 Tři na konečné
- 1994 Už troubějí
- 1997 Pane blázen, kolik je hodin?
- 1999 Tatíček alkohol
- 1999 Páteční zamyšlení Jaroslava Matějky
- 2000 Strýcové jdou do nebe
- 2002 Prezident. Dichtung oder Wahrheit?
- 2004 Ztracená generace